# Geoffray Toyes
Geoffray Toyes (Bordeaux, 18 maggio 1973) è un ex calciatore francese, di ruolo difensore.

## Caratteristiche tecniche
Era un terzino destro.

## Carriera

### Club
Esordisce tra i professionisti all'età di 21 anni nella stagione 1994-1995, nella quale gioca 14 partite nella prima divisione francese (più una partita in Coppa UEFA e 5 partite totali fra Coppa di Francia e Coppa di Lega francese) con la maglia del Bordeaux; sempre con il medesimo club inizia la stagione 1995-1996 vincendo la Coppa Intertoto UEFA (competizione in cui gioca una partita), successo che consente al club di partecipare alla Coppa UEFA 1995-1996, nella quale raggiungerà poi la finale, persa con un punteggio aggregato di 5-1 tra andata e ritorno contro i tedeschi del Bayern Monaco. Toyes nel corso di questa stagione trova molto spazio nella campagna europea del suo club, disputando 9 partite in Coppa UEFA, che aggiunge alle 15 presenze stagionali nella prima divisione francese ed a 3 presenze totali fra le due coppe nazionali. Rimane poi nel club per una terza ed ultima stagione, la 1996-1997, nella quale gioca 21 partite in campionato, che, congiuntamente ad ulteriori 3 presenze nelle coppe nazionali francesi (nelle quali gioca, e perde, una seconda finale, ovvero quella di Coppa di Lega), lo portano ad un totale di 84 presenze in incontri ufficiali con la maglia del Bordeaux, club che lascia nell'estate del 1997 per accasarsi al Metz, altra formazione della prima divisione transalpina.
Proprio con il Metz il difensore trova la sua prima rete in carriera tra i professionisti, nell'incontro della seconda giornata di campionato contro il Bordeaux, vinto per 4-1 dalla sua squadra: si tratta della sua unica rete stagionale, in 14 partite di campionato giocate (a cui aggiunge anche 2 presenze in Coppa UEFA); trova invece maggiore spazio nel corso della stagione 1998-1999, nella quale segna una rete in 29 presenze in campionato, giocando poi ulteriori 2 partite in Coppa UEFA, competizione a cui il Metz partecipava dopo essere stato eliminato nei turni preliminari di Champions League (nei quali Toyes non era invece sceso in campo). Il terzino rimane poi al Metz anche nella stagione 1999-2000, in cui oltre ad una buona continuità di impiego in campionato (27 presenze ed una rete) trova la sua unica rete in carriera nelle competizioni UEFA per club, andando a segno nel corso di una delle 7 partite disputate dalla sua squadra nella Coppa Intertoto UEFA 1999, competizione persa in finale con un punteggio aggregato di 3-2 contro gli inglesi del West Ham Utd. Toyes gioca poi rispettivamente 24 e 33 presenze nelle stagioni 2000-2001 e 2001-2002, segnando anche due reti in quest'ultima, che si conclude con la retrocessione in seconda divisione per il Metz, con cui poi gioca in questa categoria nella stagione 2002-2003, contribuendo con 28 presenze all'immediato ritorno in prima divisione.
Nell'estate del 2003 dopo 7 reti in 189 presenze tra tutte le competizioni ufficiali lascia il Metz e va a giocare al Nancy, club in cui rimane per una sola stagione, disputandovi 9 partite in seconda divisione; successivamente dal 2004 fino al termine della carriera (ovvero fino al 2010) gioca esclusivamente in Belgio: in particolare segna una rete in 31 presenze in prima divisione al La Louvière nella stagione 2004-2005, per poi trascorrere un triennio in questo stesso torneo con la maglia del R.E. Mouscron, con cui nell'arco dei suoi tre campionati di permanenza gioca nell'ordine 25, 33 e 21 partite, segnando anche 2 reti (entrambe nella stagione 2006-2007). Il suo ultimo club è infine il Brussels, con cui trascorre una stagione nella seconda divisione belga.

### Nazionale
Nel 1995 ha giocato una partita nelle qualificazioni agli europei Under-21.
Ha partecipato ai Giochi Olimpici di Atlanta 1996, giocando nella partita della fase a gironi pareggiata per 1-1 contro la Spagna.

## Palmarès
- Coppa Intertoto UEFA: 1

Bordeaux: 1995